# Peștera Altenstein
Peștera Altenstein se află în parcul Alterstein, comuna Schweina, din Thüringen, Germania. Ea a fost descoperită cu ocazia construirii drumului în anul 1799 spre castelul Altenstein, iar în anul 1802 a fost amenajată pentru vizitatori, fiind una dintre primele peșteri vizitate din Turingia. 

## Legături externe
- Site oficial